# Benjamin Franklin dans l'art et la culture
Benjamin Franklin a été le sujet de très nombreuses représentations artistiques, aux États-Unis comme en Europe, faisant de lui l'une des principales figures politiques dans l'art occidental ainsi que dans la science.

## Sculpture

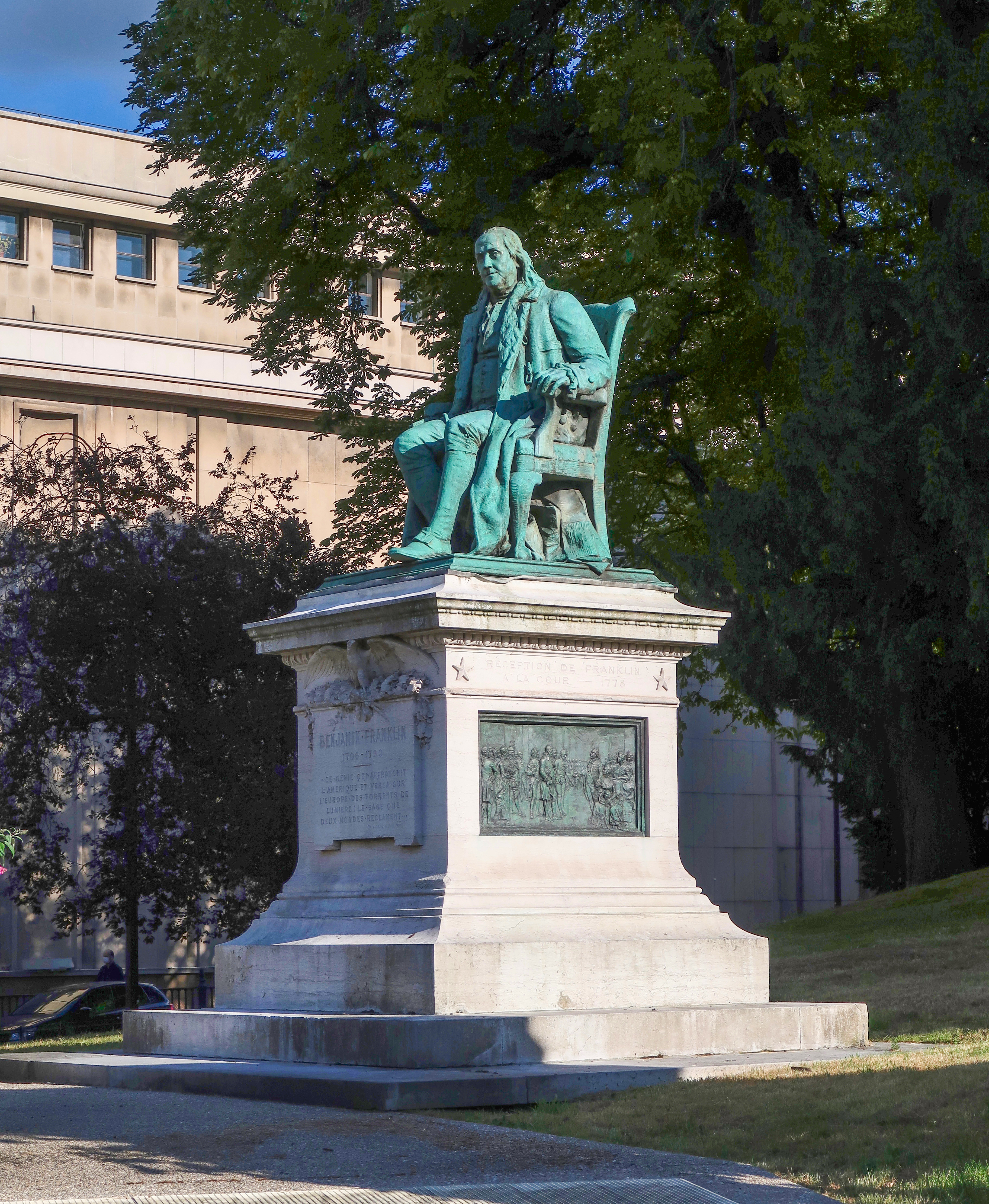
Statue à Paris.

Le Benjamin Franklin National Memorial, situé dans la rotonde du Franklin Institute de Philadelphie en Pennsylvanie, est un mémorial national américain constitué d'une imposante statue de Benjamin Franklin. Cette dernière mesure 6,1 mètres de haut et a été sculptée par James Earle Fraser de 1906 à 1911.
Le Benjamin Franklin est une statue en marbre de Carrare réalisée en 1912 par Jacques Jouvenal et qui se trouve devant le Old Post Office Pavilion à Washington, D.C.
Le Benjamin Franklin Memorial est une statue située à Washington Square, à San Francisco (Californie).
À Paris, dans le square de Yorktown, trône une statue de Benjamin Franklin, longeant la rue du même nom.

## Peinture

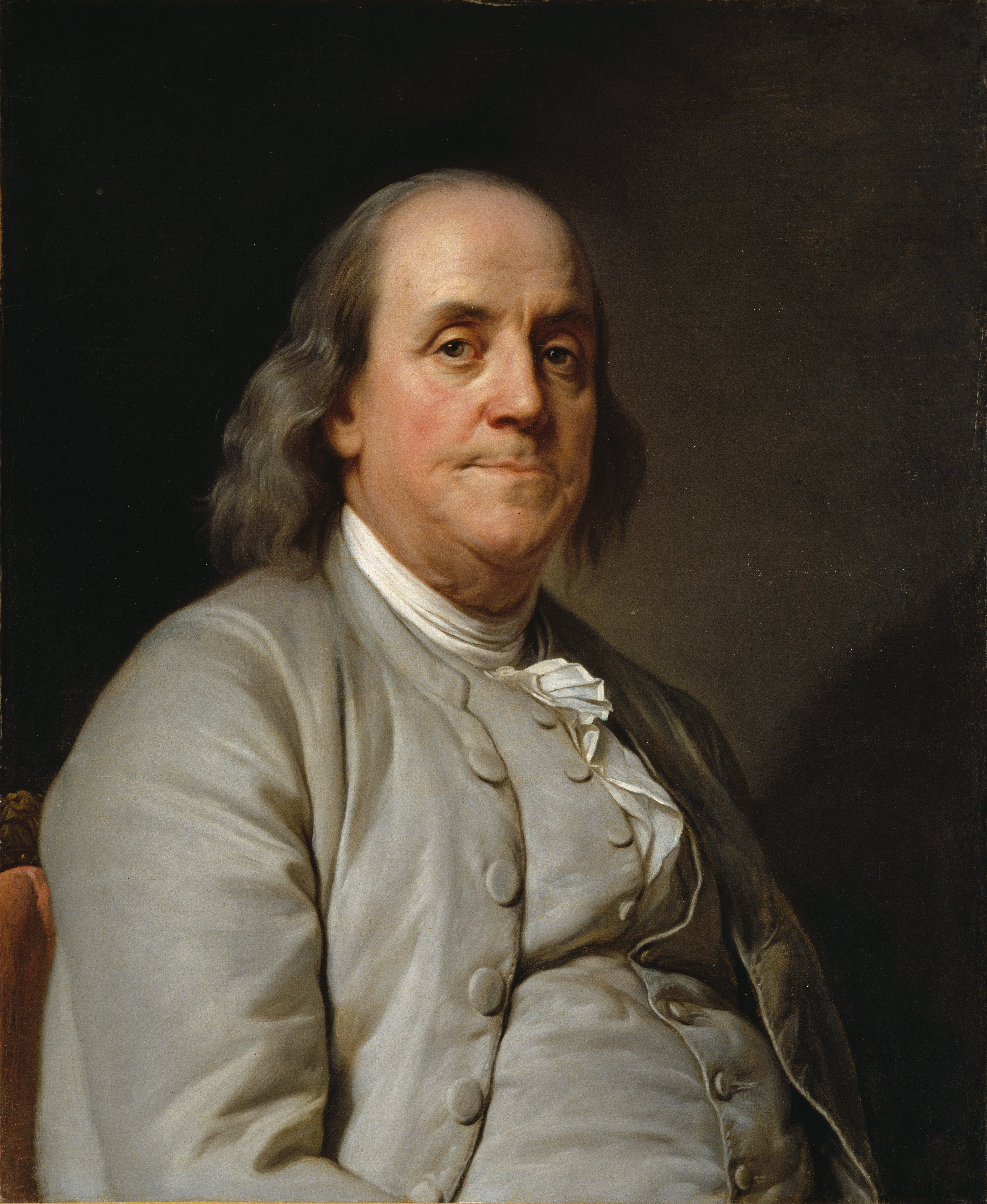

Le portrait de Benjamin Franklin, le plus connu et reproduit sur les billets de 100 dollars américains, est réalisé lors de son passage en France, par le portraitiste officiel de Louis XVI, le peintre Joseph Siffrein Duplessis.
Des exemplaires originaux de ce tableau sont exposés à la Smithsonian Institution, au Metropolitan Museum de New-York et au musée Carnavalet à Paris.
Un autre exemplaire original de ce tableau est exposé dans le Bureau ovale de la Maison-Blanche à Washington, sous la présidence de Joe Biden.

## Cinéma et télévision
- 1916 : My Lady’s Slipper de Ralph Ince avec Charles Chapman[1] ;
- 1924 :
  - Benjamin Franklin de Bryan Foy avec Billy Franey ;
  - Janice Meredith d'E. Mason Hopper avec Lee Beggs ;
- 1927 : Napoléon de Abel Gance avec Vaslin[2] ;
- 1936 : Le Pacte de Henry King de Thomas Pogue ;
- 1938 : Marie-Antoinette de W. S. Van Dyke avec Walter Walker ;
- 1942 : André et les Fantômes (The Remarkable Andrew) de Stuart Heisler avec George Watts ;
- 1951 : Ben Franklin de Kraft Television Theatre avec Robert Emhardt ;
- 1953 :
  - Hysterical History de Izzy Sparber avec Jack Mercer ;
  - Franklin et moi de Hamilton Luske avec Charles Ruggles ;
  - The Last Voyage d'Albert McCleery avec Richard Garland ;
- 1954 : Si Versailles m'était conté de Sacha Guitry avec Orson Welles ;
- 1955 :
  - Cavalcade of America, Crisis in Paris de William J. Thiele avec Howard St. John ;
  - Crusade for Freedom d’Albert McCleery avec Ben Cooper ;
- 1956 : Benjamin Franklin’s Kite Experiment de Sidney Lumet avec Parley Baer ;
- 1958 : The Last Voyage de Walter Grauman avec Maurice Manson ;
- 1959 : John Paul Jones, maître des mers de John Farrow avec Macdonald Carey ;
- 1962 : La Fayette de Jean Dréville avec Orson Welles ;
- 1972 :
  - The Wonderful Stories of Professor Kitzel de Shamus Culhane dans l'épisode 73 Benjamin Franklin ;
  - 1776 de Peter H. Hunt avec Howard Da Silva ;
- 1974 :
  - Benjamin Franklin de Glenn Jordan avec Willie Aames (12 ans), Beau Bridges (20 ans), Eddie Albert (35 ans), Richard Widmark (50 ans) et Melvyn Douglas (70-80 ans) ;
  - Le Baquet de Frédéric-Antoine Mesmer de Michel Subiela avec Philippe Kellerson ;
- 1976 : The Adams Chronicles (en) de Paul Bogart avec Robert Symonds ;
- 1978 : Ce diable d'homme de Marcel Camus avec Pierre Risch ;
- 1979 : The Rebels de Russ Mayberry avec Tom Bosley ;
- 1983 : Freedom to Speak de Pittsburgh Production avec John Houseman ;
- 1989 : A More Perfect Union de Peter N. Johnson avec Fredd Wayne ;
- 1991 : Les Folles Aventures de Bill et Ted de Peter Hewitt avec Don Forney ;
- 1993 :
  - La chaîne brisée de Lamont Johnson avec John Hegadorn ;
  - Il était une fois... les Amériques d'Albert Barillé dans les épisodes Les treize colonies vers l'indépendance et La guerre d'indépendance ;
  - Taking Liberty de Stuart Gillard avec David Ogden Stiers ;
- 1996 : Beaumarchais l’insolent de Édouard Molinaro avec Jeff Nuttall ;
- 1998 : Histeria ! de Tom Ruegger avec Billy West ;
- 2000 :
  - Le Canada : Une histoire populaire de Laine Drewery avec Norman Lévesque ;
  - Jack, le vengeur masqué d'Eric A. Morris avec John Summer ;
- 2002 : Benjamin Franklin de Ellen Hovde et Muffie Meyer avec Matthew Bentley (enfant), Dylan Baker (adolescent) et Richard Easton (adulte) ;
- 2004 :
  - Ben Franklin de Joshua Alper avec Michael Kelberg ;
  - Benjamin Gates et le Trésor des Templiers de Jon Turteltaub, Franklin est mentionné ;
- 2007 :
  - Saul of the Mole Men de Craig Lewis avec Dana Snyder ;
  - Les Maîtres de l'horreur de Mick Garris dans Mort clinique, Franklin est mentionné ;
- 2008 :
  - Young Person's Guide to History de Craig Lewis, Peter Girardi et Hugh Davidson avec Dana Snyder ;
  - John Adams de Tom Hooper avec Tom Wilkinson ;
- 2011 : Louis XVI, l'homme qui ne voulait pas être roi de Thierry Binisti avec Joe Sheridan ;
- 2015 : Sons of Liberty de Stephen David et David C. White avec Dean Norris.
- 2024 : Franklin (mini-série) avec Michael Douglas

## Philatélie
En tant que « père fondateur » de la nation, son effigie a figuré sur plusieurs timbres d'usage courant, dont le cinq cents brun, un des deux premiers timbres des États-Unis.

## Billet de banque

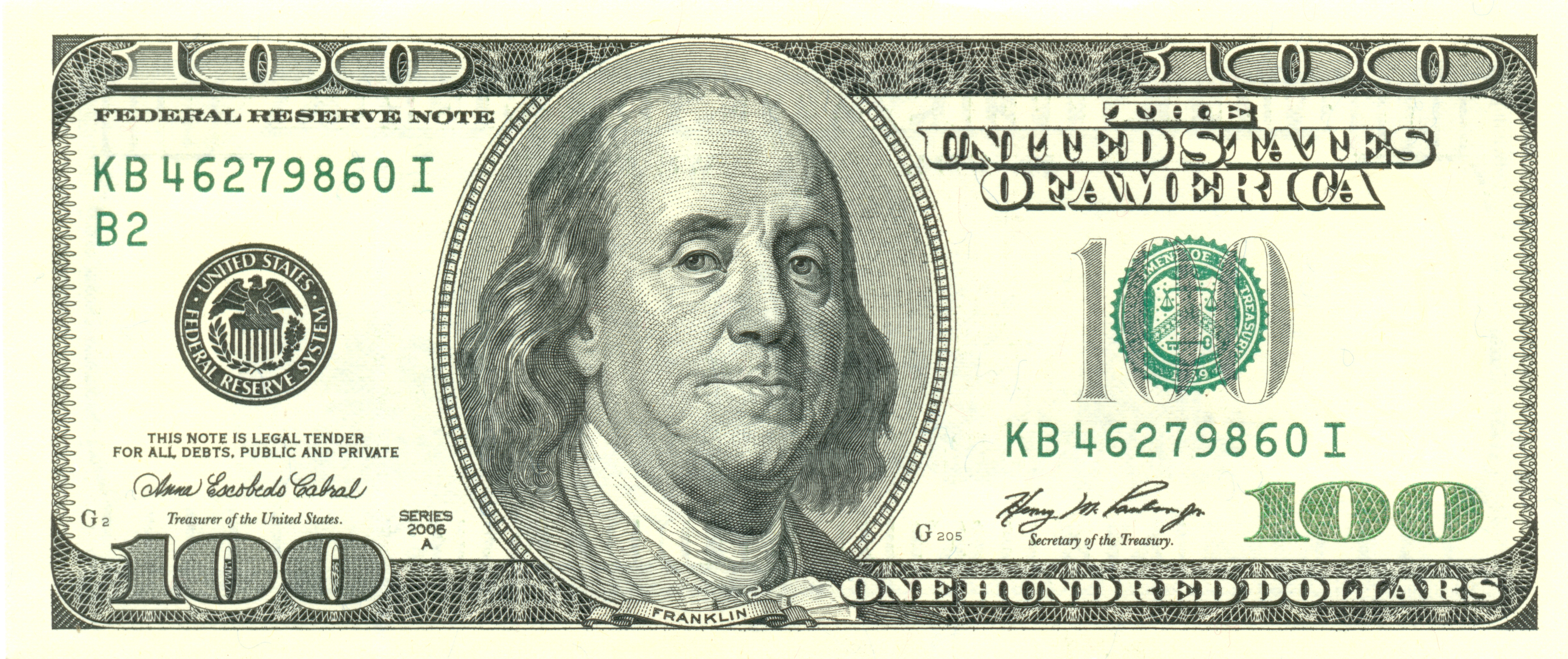
billet de 100 $.

Sa figure est visible sur le recto du billet de 100 dollars, tandis que sur le verso figure une image de l'Independence Hall, le bâtiment de Philadelphie où fut signée la Déclaration d'indépendance des États-Unis et promulguée la Constitution américaine. Le portrait représenté est celui réalisé par le peintre natif de Carpentras, Joseph Siffrein Duplessis.

## Numismatique
Des médailles à l'effigie de Franklin ont été exécutées par le graveur Augustin Dupré en 1784 et 1786. La légende du revers avait été composée par Turgot : "ERIPUIT COELO FULMEN SCEPTRUMQUE TYRANNIS" (« Il a enlevé la foudre au ciel et le sceptre aux tyrans »). Un exemplaire en est conservé au musée Carnavalet (ND 1110).

## Odonymie

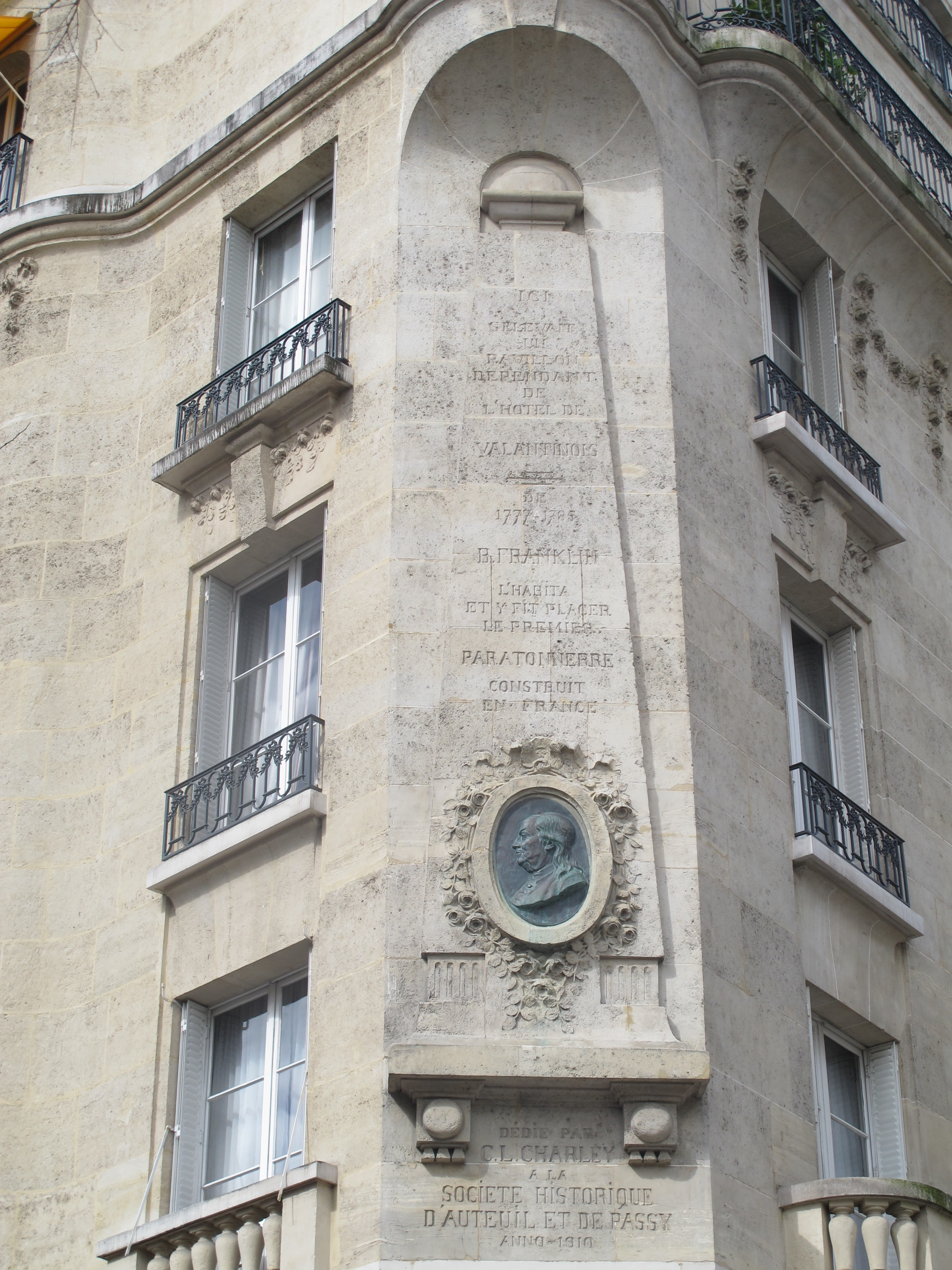
Inscription à Paris.

D'innombrables rues, ponts, établissements scolaires et monuments portent son nom.
- À Philadelphie :
  - Benjamin Franklin Parkway,
  - pont Benjamin-Franklin,
  - Benjamin Franklin Institut.
- À Paris, dans le 16e arrondissement :
  - rue Benjamin-Franklin. Il vécut en effet non loin, à l'hôtel de Valentinois, depuis détruit. Une inscription lui rend cependant hommage au croisement de la rue Raynouard et de la rue Singer, Benjamin Franklin ayant installé dans l'hôtel particulier le premier paratonnerre de France.
- À Versailles dans le quartier des Chantiers :
  - rue Benjamin-Franklin.

À noter que pendant la Révolution française, la ville de Bordeaux fut renommée Commune-Franklin en son honneur.

## Navire
- l'USS Franklin, un navire de guerre, fut mis en service dans l'United States Navy de 1805 à 1807 avant d'être mis à quai et retiré du service pour être vendu.

## Astronomie
- Un astéroïde découvert le 2 septembre 1986 par l'astronome Antonín Mrkos est baptisé (5102) Benfranklin en son honneur[4].

## Célébration
En 2006, à Philadelphie, de nombreuses manifestations ont été organisées pour célébrer le 300e anniversaire de la naissance de Benjamin Franklin. En France, une exposition lui est consacrée au Conservatoire national des arts et métiers.

## Géologie
En géologie, son nom est à la racine du minéral franklinite, un oxyde naturel complexe de Zn, Fe et Mn, de la famille des spinelles. La franklinisation désignait autrefois en médecine le traitement médical par des sources d'électricité.

## Université
L'hôpital universitaire de la Charité de Berlin possède à Lichterfelde un campus baptisé Benjamin Franklin Campus.

## Littérature
- Philippe de Villiers, Le roman de Charette, 2012, éditions Albin Michel, pp. 20 à 22.
- Jean-Christophe Rufin, Le Tour du monde du roi Zibeline, Editions Gallimard, 2017.

## Jeu vidéo
Benjamin Franklin est un personnage essentiel du jeu d'aventures Day of the Tentacle (1993), où il mène des expériences sur la foudre. Il apparaît également dans le jeu vidéo Assassin's Creed III (2012), dans lequel le joueur doit lui retrouver son almanach.